# اسنام
اسنام (به ایتالیایی: Snam) شرکت گاز ایتالیایی است، که در زمینه احداث زیرساخت‌ها و خطوط لوله گاز طبیعی فعالیت می‌نماید.
در تاریخ ۳۱ دسامبر ۲۰۱۰ ارزش بازار این شرکت، معادل ۱۲٫۶۵ میلیارد یورو اعلام شده‌است. شرکت اسنام، یک شرکت تابعه از شرکت انرژی ایتالیایی انی می‌باشد، که دارای ۵۲٪ از سهام اسنام است.

## تاریخچه
اسنام، در تاریخ ۳۰ اکتبر ۱۹۴۱ در سان دوناتو استان میلان ناحیه لمباردی ایتالیا و با نام سوسیئتا نازییوناله متانودوتی (ایتالیایی : Societá NAzionale Metanodotti) تأسیس شد.
در ۱ ژوئن ۲۰۰۱ نام آن به اسنام رته گس (ایتالیایی : Snam Rete Gas) تغییر پیدا کرد. از ۶ دسامبر ۲۰۰۱ وارد بازار بورس اوراق بهادار ایتالیا شد. در تاریخ ۱ ژانویه ۲۰۱۲ نام این شرکت، به اسنام تغییر پیدا کرد.

## شرکت‌های تابعه

لوگوی شرکت اسنام رته گس، از شرکت‌های تابعه اسنام

شرکت‌های تابعه اسنام :
| نام شرکت تابعه | زمینه فعالیت                      |
| -------------- | --------------------------------- |
| اسنام رته گس   | اپراتور سیستم‌های انتقال گاز طبیعی |
| ایتال‌گس        | خرید و فروش گاز طبیعی             |
| استوگیت        | ذخیره‌سازی گاز طبیعی               |
| ناپولیتانا گس  | توزیع گاز طبیعی                   |
| ال‌ان‌جی ایتالیا | فروش ال‌ان‌جی                       |

## فعالیت‌ها

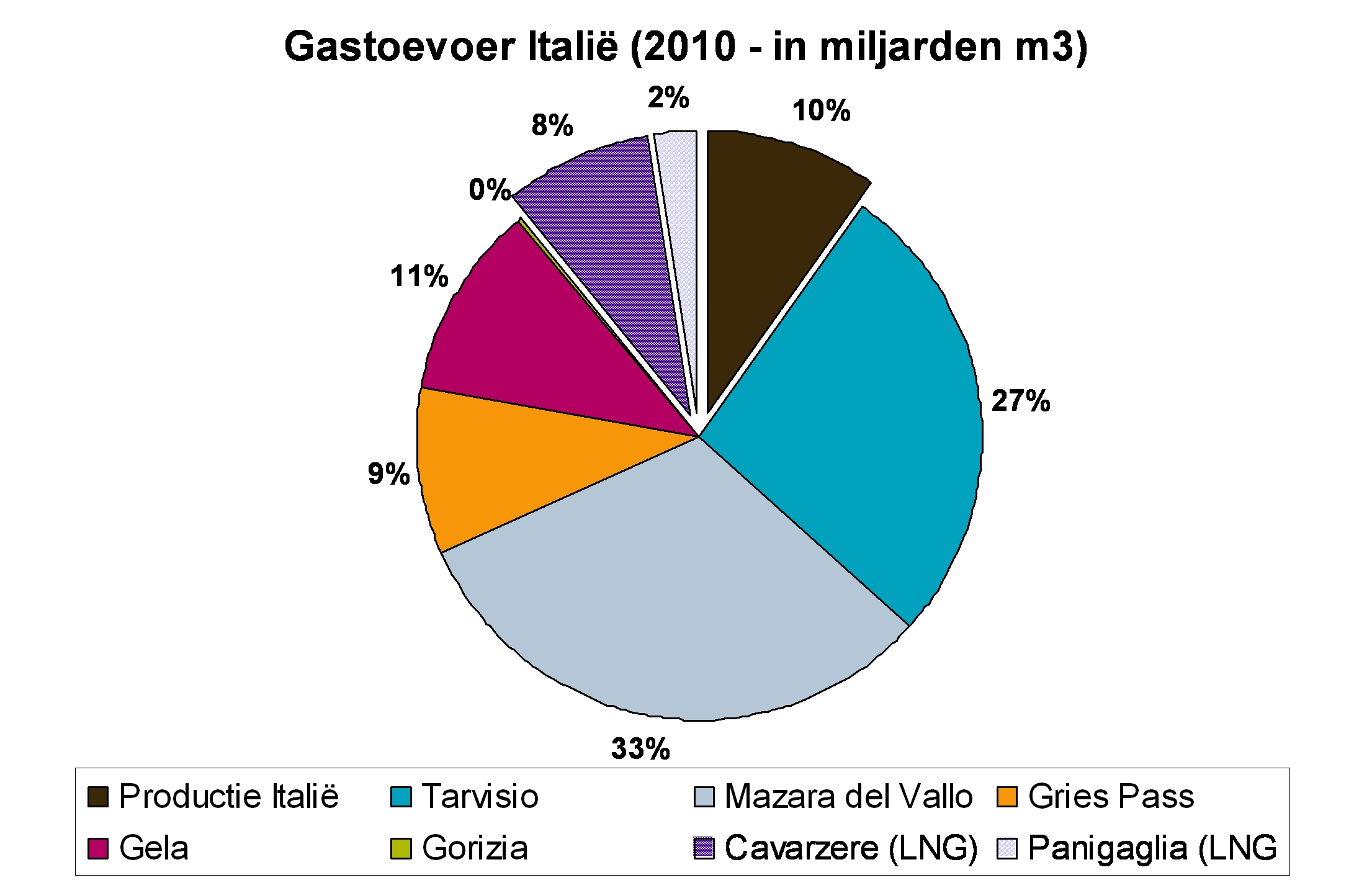
۷ ترمینال انتقال گاز طبیعی در ایتالیا و درصد انتقال هر کدام، از مجموع ۸۰ میلیارد مترمکعب در سال ۲۰۱۰ میلادی

در سال ۲۰۱۰ شرکت اسنام تنها در کشور ایتالیا بیش از ۸۰ میلیارد متر مکعب، گاز طبیعی بفروش رسانده‌است، که بخش اعظم آنرا، نیروگاه‌ها و مصرف کنندگان خریداری کرده‌اند.
این شرکت، تأمین‌کننده اصلی گاز طبیعی، کشورهای روسیه، الجزایر و لیبی می‌باشد، که در مجموع، در سال ۲۰۱۰ میلادی، ۵۰ میلیارد مترمکعب گاز طبیعی از شرکت اسنام، خریداری نموده‌اند.